# Орандж (Нью-Джерсі)
Орандж (англ. Orange) — селище (англ. village) в США, в окрузі Ессекс штату Нью-Джерсі. Населення — 34 447 осіб (2020).

## Демографія
Згідно з переписом 2010 року, у селищі мешкали 30 134 особи в 11 202 домогосподарствах у складі 6880 родин. Було 12222 помешкання
Расовий склад населення:
| - 71,8 % — чорних або афроамериканців - 12,8 % — білих - 1,5 % — азіатів - 0,6 % — корінних американців - 10,0 % — осіб інших рас |

До двох чи більше рас належало 3,3 %. Частка іспаномовних становила 21,7 % від усіх жителів.
За віковим діапазоном населення розподілялося таким чином: 25,0 % — особи молодші 18 років, 63,8 % — особи у віці 18—64 років, 11,2 % — особи у віці 65 років та старші. Медіана віку мешканця становила 34,4 року. На 100 осіб жіночої статі у селищі припадало 89,0 чоловіків;  на 100 жінок у віці від 18 років та старших — 84,1 чоловіків також старших 18 років.
Середній дохід на одне домашнє господарство  становив 47 433 долари США (медіана — 33 233), а середній дохід на одну сім'ю — 54 075 доларів (медіана — 39 095). Медіана доходів становила 37 731 долар для чоловіків та 35 241 долар для жінок. За межею бідності перебувало 25,5 % осіб, у тому числі 37,4 % дітей у віці до 18 років та 26,3 % осіб у віці 65 років та старших.
Цивільне працевлаштоване населення становило 13 028 осіб. Основні галузі зайнятості: освіта, охорона здоров'я та соціальна допомога — 26,5 %, науковці, спеціалісти, менеджери — 12,5 %, мистецтво, розваги та відпочинок — 12,1 %.